# Chromosomeninstabilität
Chromosomeninstabilität tritt dann auf, wenn Mutationen in Genen, die für Reparaturproteine der DNA codieren, vorliegen. Aufgrund dieser Mutationen kommt es zu unvollständiger Reparatur von Mutationen und damit auch zu Chromosomenbrüchen. Dies führt dazu, dass Personen mit derartigen Erkrankungen häufig mutagen-hypersensibel sind. Das bedeutet, dass sie beispielsweise eine erhöhte Sensibilität gegenüber Strahlung und kanzerogenen Substanzen aufweisen. Als Folge dieser Mutagen-Hypersensibilität und der Chromosomenbrüche lassen sich erhöhte Raten von Translokationen, Inversionen und Deletionen beobachten.
In der Regel liegt bei allen Chromosomen-Instabilitätssyndromen ein autosomal-rezessiver Erbgang vor und sie führen zu einer erheblich höheren Disposition für Krebserkrankungen als bei Nichtbetroffenen.

## Syndrome
Folgende Krankheiten werden in die Gruppe der so genannten Chromosomen-Instabilitätssyndrome eingeordnet:
- Fanconi-Anämie
- Ataxia teleangiectatica
- Bloom-Syndrom
- Nijmegen-Breakage-Syndrom
- ICF-Syndrom (ICF= immunodeficiency, centromeric  instability, facial anomalies)

Chromosomeninstabilität wird außerdem bei folgenden Syndromen beschrieben. Jedoch besteht bei diesen Syndromen teilweise noch ein unklarer Zusammenhang zwischen Chromosomeninstabilität und den Symptomen der Erkrankten:
- Cockayne-Syndrom
- Xeroderma pigmentosum
- Riyadh chromosome breakage syndrome
- Rothmund-Thomson-Syndrom
- Radial-renal syndrome
- Craniostenosis-microcephaly syndrome
- Dubowitz-Syndrom
- Alacrima-achalasia-adrenal insufficiency